# Stellaria (chi ốc biển)
Stellaria là một chi ốc biển cỡ lớn, là động vật thân mềm chân bụng sống ở biển trong họ Xenophoridae, the carrier shells.

## Các loài
Các loài trong chi Stellaria gồm có:
- Stellaria chinensis (Philippi, 1841)[3]
- Stellaria gigantea (Schepman, 1909)[4]
- Stellaria lamberti (Souverbie, 1871)[5]
- Stellaria solaris (Linnaeus, 1764)[6]
- Stellaria testigera (Bronn, 1831)[7]